# Chaingy
Chaingy település Franciaországban, Loiret megyében. Lakosainak száma 4081 fő (2022. január 1.). Chaingy Bucy-Saint-Liphard, La Chapelle-Saint-Mesmin, Huisseau-sur-Mauves, Ingré, Mareau-aux-Prés, Saint-Ay és Saint-Pryvé-Saint-Mesmin községekkel határos.

## Népesség
A település népességének változása:
| Lakosok száma | 1574 | 2562 | 2641 | 3316 | 3582 | 3617 | 3663 | 3881 | 3987 | 4081 |
|               | 1968 | 1982 | 1990 | 2006 | 2013 | 2015 | 2017 | 2019 | 2020 | 2022 |